# 독세핀
독세핀(Doxepin, 상품명으로 '사일레노' 등이 사용된다)은 미국의 소맥슨 사가 개발하여, HK이노엔(구 CJ헬스케어)에서 라이센스 생산하는 비습관성 불면증 치료제로, 수면 유지가 어려운 불면증 치료의 단기 요법제로 이용된다. 그 외에 두드러기, 피부 가려움증 완화 등 아토피성 피부염 치료제로도 주로 사용되어, 삼환계 항우울제(TCAs)를 주성분으로 하고 있다.
졸피뎀, 트리아졸람 등 벤조디아제핀계열 향정신성 수면제와 달리 환각, 금단 증상, 의존성, 기억력 장애 등 부작용과 오남용의 우려가 거의 없고, 처방 일수의 제한도 없지만, 사일레노를 라이센스 생산하는 HK이노엔(구 CJ헬스케어)가 2015년 7월초, 독점 출시한 지 한 달 만에 비습관성 불면증 치료제 중 유일무이하게 건강보험 급여에 등재되어, 후발 업체인 한미약품과 명인제약에서는 지난 2016년, 동일 성분의 제네릭 의약품인 '독세'와 '명세핀'으로 출시되었다.

## 작용 기전
히스타민 대신 대뇌피질세포 표면의 H1 히스타민 수용체에 붙는 길항 작용으로 수면을 유도한다. 히스타민은 뇌에서 각성을 유발하는 신경 전달체로 시상하부에서 분비된다.
수면 유지가 어려운 만성 불면증을 겪고 있는 성인을 대상으로 실시한 임상 실험에서 독세핀 복용자는 약 7~8시간 수면을 유지했다. 수면 중 깨는 시간 및 횟수를 감소시켜 이른 아침에 일찍 깨는 조기각성 증상을 완화하는 효과가 있는 것으로 확인되었다.